# 닐니리
"닐니리"는 1966년 공개된 대한민국의 영화이다.

## 배역
- 김지미
- 김진규
- 트위스트 김
- 독고성